# Thomas Couture

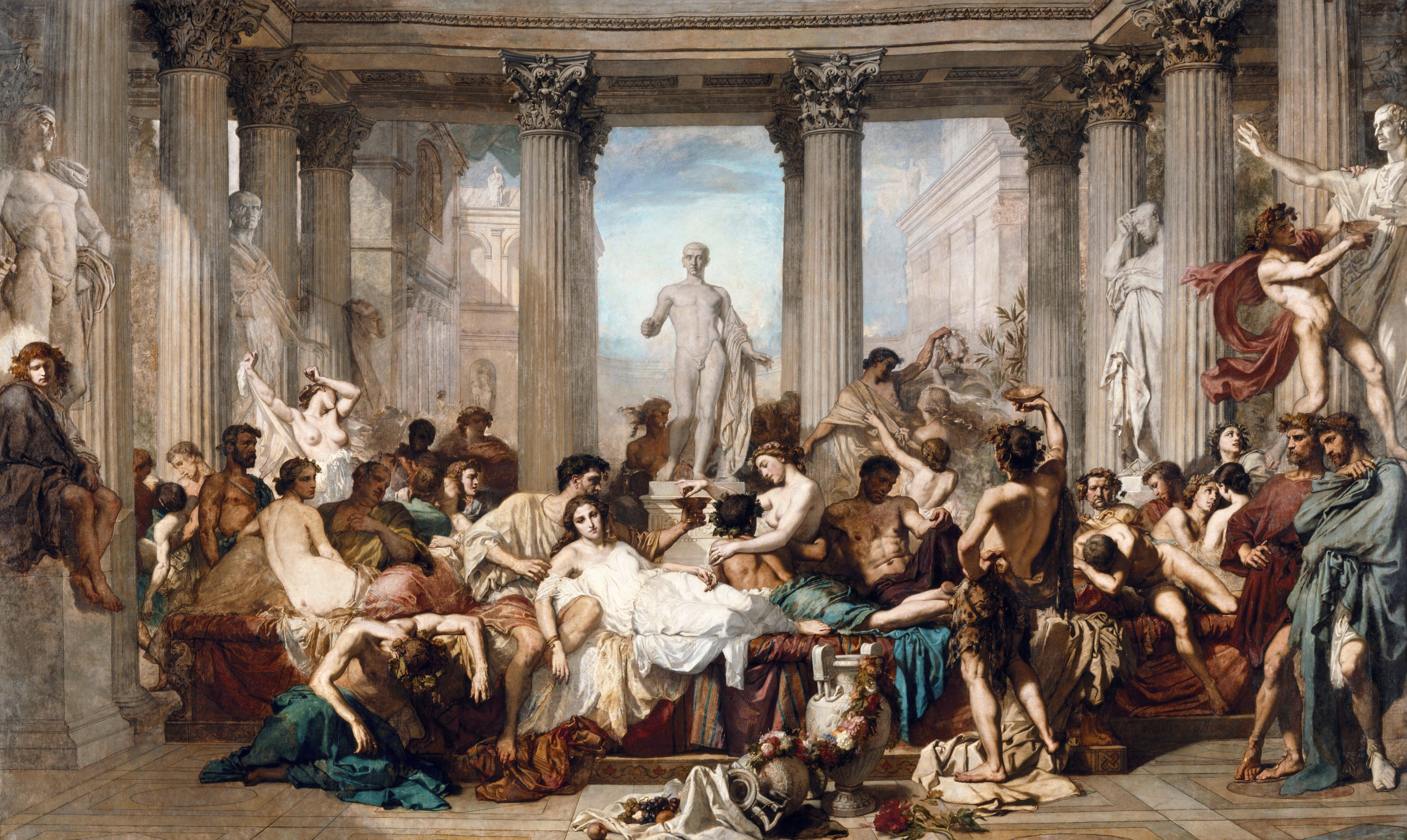
Rzymianie okresu upadku

Thomas Couture (ur. 21 grudnia 1815 w Senlis, zm. 30 marca 1879 w Villiers-le-Bel) – francuski malarz, przedstawiciel akademizmu.

## Życie i działalność
Urodził się w Senlis we Francji. W wieku 11 lat z rodziną przeniósł się do Paryża, gdzie studiował w Métiers et Arts des École, a później w École des Beaux-Arts. Był uczniem A.J. Grosa i P. Delaroche'a; sześciokrotnie występował z niepowodzeniem w konkursie o prestiżową Prix de Rome, ostatecznie zdobywając nagrodę w 1837 i kontynuując studia w Rzymie. 
Od 1840 zaczął wystawiać swe prace w Salonie Paryskim, niejednokrotnie zdobywając za nie medale, zwłaszcza w 1847 (medal I klasy) za ukazujący agonię cywilizacji obraz Rzymianie okresu upadku (Les Romains de la décadence). Wkrótce potem otworzył niezależne atelier, którego celem było rzucenie wyzwania École des Beaux-Arts przez wyłanianie nowych talentów w malarstwie historycznym. 
W malarstwie akademickim reprezentował eklektyzm, był portrecistą, ale głównie malował wielkie narracyjne kompozycje historyczne, nacechowane teatralnym upozowaniem, nasyconym kolorytem (na wzór malarstwa weneckiego) i precyzją w traktowaniu szczegółów. Okresowa popularność sprawiła, że był nadwornym malarzem Napoleona III. Mając niespokojną osobowość, prace swe prezentował nieregularnie, rozpraszając się na poboczne szkice i studia, a nie finalizując ważnych zleceń. Od końca lat 40. i w latach 50. otrzymywał ze strony rządu i Kościoła zamówienia na wielkie malowidła ścienne, nie udało mu się jednak dokończyć dwóch pierwszych zamówień, a trzecie spotkało się z mieszanym przyjęciem. Zniechęcony krytyką, w 1860 opuścił Paryż i na pewien czas powrócił do rodzinnego Senlis. Kontynuował tam nauczanie kierujących się do niego młodych artystów. Wydał też podręczniki przedstawiające własne poglądy i metody pracy: Méthode et entretiens d'atelier (1867) i Paysage (1869). Jego uczniami byli m.in. Édouard Manet, Henri Fantin-Latour, Pierre Puvis de Chavannes i Anselm Feuerbach.
Został pochowany na cmentarzu Père-Lachaise.
Wybrane prace:
- Rzymianie okresu upadku (olej, Musée d’Orsay, Paryż)
- portrety J. Micheleta, George Sand
- freski w kościele Saint Eustache w Paryżu
- Pierrot w sądzie karnym